# Parisina (Mascagni)

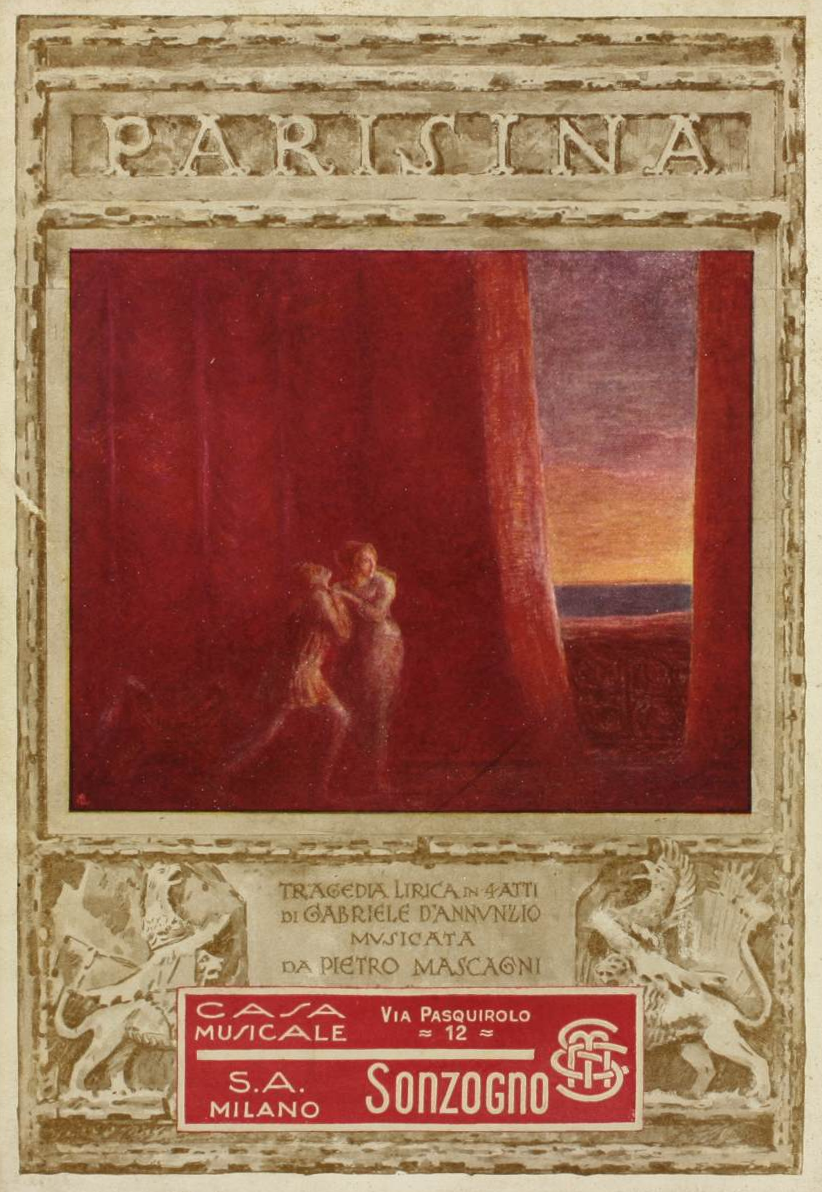
Titelblatt des Librettos, Mailand 1913

Parisina ist eine Oper in vier Akten von Pietro Mascagni. Das Libretto wurde von Gabriele D’Annunzio geschrieben. Sie wurde am 15. Dezember 1913 in der Mailänder Scala uraufgeführt.

## Handlung

### Erster Akt
Villa Estense auf einer Insel im Po
Verschiedene junge Männer und Frauen beschäftigen sich mit den verschiedensten Dingen. Unter ihnen Ugo, der uneheliche Sohn Niccolós mit Stella, mit einigen anderen Männern, unter ihnen auch sein Freund Aldobrandino, welche mit Bogenschießen beschäftigt sind. Ugo wird bald von seiner Mutter über seine Meinung zu Parisina, der Gattin Niccòlos und damit siegreichen Rivalin Stellas, befragt. Dieser jedoch redet nur von seinem Verlangen nach Kämpfen und Tod. Als seine Mutter jedoch nicht nachlässt, sagt er, dass er Parisina hasse. Sie reagiert, indem sie ihm ein Fläschlein mit Gift reicht. Bald darauf erscheint, von Musikern begleitet, Parisina in der Loggia. Stella verflucht Parisina und verlässt den Park, während jene, vor Wut und Scham sprachlos, von ihren Dienerinnen gestützt werden muss. Als Niccolò heimkehrt, erzählt Parisina ihm von dem Vorfall mit Stella. Da sie jedoch beginnt, jene zu beleidigen, verliert Ugo den Verstand und möchte den Hof verlassen: in Abenteuern will er den Tod finden. Hierauf bricht Parisina in Tränen aus.

### Zweiter Akt
Das heilige Haus in Loreto
Die als Pilgerin aus Ferrara gekommene Parisina wird von La Verde in üppige Gewänder gekleidet. Am Altar opfert Parisina ihren Schmuck und ihre Kleidung der Madonna. Plötzlich ertönt von außen Kampfgebrüll: Piraten waren gekommen um die Schwarze Madonna zu rauben. Die Meldung Aldabradinos, Ugo würde mit seinen Mannen den Piraten Widerstand leisten, versetzt Parisina in Bangen um ihren Stiefsohn. Jene jedoch können den wütenden Kampf für sich gewinnen und die Piraten zur Flucht drängen. Gemeinsam danken Parisina und Ugo der Madonna, welcher er sein noch blutgetränktes Schwert opfert. Aus einer Wunde an Ugos Nacken tropft Blut auf das weiße Kleid Parisina, welche die Wunde pflegen möchte. Ugo, „rasend vor Begierde und noch trunken von der Schlacht“, gesteht Parisina seine Liebe für sie. Zuerst wehrt sich Parisina noch gegen seine Umarmung, doch schlussendlich gibt sie sich ihm von der Liebe überwältigt, hin.

### Dritter Akt
Das „A-Ursi-Zimmer“ in Belfiore, später Abend
Während Parisina die Geschichte von Tristan und Isolde liest, liegt La Verde zu ihrer Seite und scheint in Schlaf. Durch das Zuspätkommen Ugos wird Parisina ängstlich, und La Verde warnt sie, im Hofe würden Spione weilen. Parisina erlebt eine Vision: in ihr wird sie mit den traurigen Schicksalen Isoldes und Francesca konfrontiert, in denen sie das ihre wieder zu erkennen meint. Als Ugo erscheint und leidenschaftlich seine Stiefmutter umarmt, verlässt La Verde sie. Noch bevor sie sich zum Bett bewegt haben, kommt La Verde und warnt die Liebenden vor dem plötzlichen Erscheinen Niccolòs. Parisina versucht das Schlimmste zu verhindern und versteckt Ugo hinter einem Vorhang. Niccolò erscheint und gibt vor, er würde einen entlaufenen Panther suchen. Da sieht er, dass sich hinter dem Vorhang etwas bewegt und möchte mit seinem Schwert zustechen. Parisina kann ihn durch den Ausruf „Nein, nein! Es ist Ugo, Ugo, dein Sohn!“ zurückhalten. Erkannt versuchen beide, die Schuld nur auf sich zu ziehen. Doch Niccolò kennt kein Erbarmen: Er verurteilt sie zum gemeinsamen Tod am Schafott.

### Vierter Akt
Der Turm des Löwen mit Richtplatz und Schafott
Parisina und Ugo, hinter einem Gitter verschlossen, sind Welt und Zeit entrückt. Nicht einmal die eigene Mutter kann Ugo rühren: für ihn ist nur noch Parisina. Der Henker führt die beiden Liebenden zum Schafott, sie knien sich auf den Boden, senken ihr Haupt, und erstes Morgenlicht erleuchtet die Szene.

## Geschichte

### Entstehung
Während eines Aufenthalts in London im Februar 1912, bei welchem Mascagni verpflichtet war, täglich zwei Vorstellungen von Cavalleria rusticana zu dirigieren, beschäftigte er sich in der verbleibenden Zeit mit der Suche nach einem neuen Opernstoff. Zahlreiche Texte wurden ihm zugeschickt, darunter zwei von Luigi Illica (eine Märchengeschichte und eine Verarbeitung des biblischen Judithstoffes), doch keiner der Texte sagte ihm zu, zu blutleer waren sie ihm. So schrieb er an Illica, er habe noch die Fähigkeit, Musik zu schreiben, die nach „Sperma und Kaffee“ riecht, und daher benötige er Charaktere, die lebende Menschen seien, mit „unserem Blut in den Adern“. Zu jener Zeit kam Mascagnis bevorzugter Verleger Renzo Sozogno auf die Idee, Mascagni mit dem damals wichtigsten Dichter Italiens, Gabriele D’Annunzio, zusammenzubringen. D’Annunzio sagte zu und reichte dem Verlag am 25. März 1912 sein Drama Parisina vor, welches alsbald bei Mascagni ankam. Dieser war zuerst von Bedenken erfüllt, D’Annunzios Sprache würde sich zu stark in den Vordergrund drängen und ein Vertonen nahezu unmöglich machen. Da ihm der Stoff und die Sprache zusagten, entschied er sich für Parisina und unterschrieb am 20. April den Vertrag. Anfang Mai des gleichen Jahres besuchte Mascagni D’Annunzio in Paris, wo er sich von ihm den Text vorlesen ließ. Dies rührte daher, das Mascagni in seiner neuesten Oper die größtmögliche Einheit zwischen Musik und Sprache zu finden erhoffte. Am 8. Dezember konnte er die Komposition, nach 134 Tagen, abschließen. Mit gewissem Widerstreben musste er jedoch 330 der 1400 Verse D’Annunzios streichen. Am 1. Mai des Folgejahres begann Mascagni mit der Instrumentation, welche er mit höchster Sorgfalt und Liebe zum Detail schrieb. Diese vollendete er Anfang November 1913.

### Rezeption
Zur aufwendigen Uraufführung der Oper kam nicht nur die nationale und internationale Presse, die konkurrierenden Verlagshäuser Ricordi und Sozogno, sondern auch beinahe sämtliche bedeutende Kollegen Mascagnis, unter anderem Franco Alfano, Umberto Giordano, Giacomo Puccini und Riccardo Zandonai. Es sangen u. a. Ernestina Poli-Randaccio, Hipólito Lázaro und Carlo Galeffi; die musikalische Leitung hatte Mascagni selbst inne. Auch wenn es sich nicht um einen Misserfolg handelte, nahm das Publikum die Oper nur verhalten auf, was vermutlich auch mit der Länge der Oper zu tun hat. So begann die Uraufführung um 20:45 und endete erst um 1:35 in der Nacht.
Ab der zweiten Aufführung strich Mascagni den letzten Akt, um dem Vorwurf entgegenzutreten, bei seiner Oper handele es sich, wegen der Länge, um einen „italienischen Tristan“. Heutzutage wird, falls die Oper überhaupt gespielt wird, der vierte Akt wieder aufgeführt. 
Einige wenige Wiederaufführungen nach dem Krieg waren u. a. 1952 in Livorno, unter Leitung von Gianandrea Gavazzeni und in der Titelpartie Maria Caniglia, 1976 spielte das Radiotelevisione Italiana Milano die Oper beinahe ungekürzt, es dirigierte Pierluigi Urbini, Emma Renzi war in der Titelrolle zu hören, Michele Molese war ein überzeugender Ugo. 1978 gab es noch in Rom eine aufwendige Produktion, wieder dirigiert von Gavazzeni.

## Instrumentation
Die Partitur verlangt einen immensen Orchesterapparat:
- Holzbläser: Piccoloflöte (auch Flöte), Flöte in hoch G (auch Flöte), zwei Flöten (auch Bassflöte in F und Bassflöte in C), zwei Oboen, Englischhorn, Es-Klarinette, zwei Klarinetten, Bassklarinette, Kontrabassklarinette, drei Fagotte, Kontrafagott ad lib.
- Blechbläser: Vier Hörner, vier Trompeten, drei Tenorposaunen, Kontrabassposaune
- Pauken, Schlagwerk: Große Trommel, Becken, Triangel, kleine Trommel, Tamtam, Glockenspiel, Xylophon
- Celesta
- zwei Harfen
- Orgel
- Streicher
- Bühnenmusik: Acht Jagdhörner, sechs Trompeten, acht Hörner, drei Posaunen